# Finn Haunstoft
Finn Haunstoft, né le 8 juillet 1928 à Aarhus et mort le 15 mai 2008, est un céiste danois pratiquant la course en ligne.

## Palmarès

### Jeux olympiques de canoë-kayak course en ligne
- 1952 à Helsinki,  Finlande
  -  Médaille d'or en C-2 1 000 m [1]